# Pandak (Sidoharjo)
Pandak is een bestuurslaag in het regentschap Sragen van de provincie Midden-Java, Indonesië. Pandak telt 2211 inwoners (volkstelling 2010).